# Отревил Сен Ламбер
Отревил Сен Ламбер (фр. Autréville-Saint-Lambert) насеље је и општина у североисточној Француској у региону Лорена, у департману Меза која припада префектури Верден.
По подацима из 2011. године у општини је живело 46 становника, а густина насељености је износила 11,47 становника/km². Општина се простире на површини од 4,01 km². Налази се на средњој надморској висини од 130 метара (максималној 343 m, а минималној 166 m).

## Демографија
| 1962. | 1968. | 1975. | 1982. | 1990. | 1999. | 2011. |
| ----- | ----- | ----- | ----- | ----- | ----- | ----- |
| 34    | 43    | 48    | 48    | 39    | 43    | 46    |

График промене броја становника у току последњих година